# Wallenia punctulata
Wallenia punctulata är en viveväxtart som beskrevs av Ignatz Urban. Wallenia punctulata ingår i släktet Wallenia och familjen viveväxter. Inga underarter finns listade i Catalogue of Life.